# MAPキナーゼキナーゼ
MAPキナーゼキナーゼ（英: MAP kinase kinase、略称: MAP2K、MAPKK）は、分裂促進因子活性化タンパク質キナーゼ（MAPK）をリン酸化する二重特異性キナーゼである。
MAP2KはEC 2.7.12.2に分類される。
ヒトのMAP2Kは7種類存在する。
- MAP2K1（MEK1） - MAP2K1遺伝子
- MAP2K2（英語版）（MEK2） - MAP2K2遺伝子
- MAP2K3（英語版）（MKK3） - MAP2K3遺伝子
- MAP2K4（英語版）（MKK4） - MAP2K4遺伝子
- MAP2K5（英語版）（MKK5） - MAP2K5遺伝子
- MAP2K6（英語版）（MKK6） - MAP2K6遺伝子
- MAP2K7（英語版）（MKK7） - MAP2K7遺伝子

p38を活性化するもの（MKK3とMKK6）、JNKを活性化するもの（MKK4とMKK7）、ERKを活性化するもの（MEK1とMEK2）は、それぞれ独立したMAPKシグナル伝達経路を構成する。MEKはMAPK/ERK kinaseの略称である。

## メラノーマにおける役割
MEKはメラノーマで活性化されている。MEKを阻害すると、細胞増殖は阻害されアポトーシスが誘導される。